# Maria (2024, D. J. Caruso)
Maria (Originaltitel: Mary) ist eine US-amerikanisch-britische Bibelverfilmung aus dem Jahr 2024 unter der Regie von D. J. Caruso. Der Film wurde am 6. Dezember 2024 beim Streamingdienst Netflix veröffentlicht.

## Handlung
Nachdem er jahrelang um ein Kind gebetet hat, erscheint Joachim der Engel Gabriel und sagt ihm, dass er eine Tochter bekommen wird. Im Gegenzug sollen Joachim und seine Frau Anna ihre Tochter in den Dienst Gottes stellen. Neun Monate später bringt Anna in Nazareth Maria zur Welt. Ebenfalls in Jerusalem verkündet Herodes der Große seine Pläne, den Wiederaufbau des Tempels voranzutreiben. Aus Angst vor der wachsenden Bedrohung seines Throns befiehlt er die Tötung von Aristobulus, dem Bruder seiner Frau Mariamne. Als Mariamne protestiert, ersticht Herodes sie selbst.
Jahre später bringen Joachim und Anna Maria in den Tempel in Jerusalem, um sie Gott zu weihen. Sie trifft dort auf die Prophetin Anna und den jüdischen Weisen Baba ben Buta und wird bis in ihre Jugend im Tempel erzogen. Als sie eines Tages in einem Bach Wäsche wäscht, trifft sie Joseph, der sich sofort in sie verliebt und Joachim und Anna zügig um ihre Hand anhält. Nach ihrer Verlobung erscheint der Engel Gabriel Maria und sagt ihr, dass sie einen Sohn gebären und ihn Jesus nennen werde. Als die Hohepriester von Marias Schwangerschaft erfahren, vertreiben sie sie aus dem Tempel.
Maria erzählt Anna von ihrer Schwangerschaft und Anna schickt sie zu ihrer Cousine Elisabeth, die ebenfalls schwanger ist. Die Nachricht von Marias Schwangerschaft verbreitet sich und Gerüchte über ihre angebliche Promiskuität kursieren. Als Maria in die Stadt geht, um sich Joseph zu erklären, wird sie beinahe von einem Mob gesteinigt, aber Josef hilft ihr bei der Flucht. Er versichert ihr, dass es ihm egal sei, was die Leute denken und verspricht, sie und das Kind zu lieben. Maria und Joseph heiraten, verstecken sich aber bald und reisen nach Bethlehem.
Herodes‘ Herrschaft wird zunehmend tyrannischer, als er erfährt, dass der König der Juden bald in Bethlehem geboren wird und dadurch sein Thron bedroht wird. Als Marias Wehen einsetzen, sucht Joseph in mehreren Herbergen Unterschlupf, erfährt aber, dass es wegen des Zustroms von Pilgern in die Stadt zur Geburt des Messias keine Zimmer gibt. Sie finden einen Stall, und Maria bringt schließlich Jesus zur Welt. Als Herodes von der Geburt Jesu erfährt, befiehlt er den Kindermord, und Maria und Josef fliehen nach Ägypten. Unterwegs finden sie bei einer Familie Unterschlupf, werden aber bald von Herodes‘ Wachen gefunden. Nachdem sie entkommen konnten, bringen sie Jesus in den Tempel in Jerusalem.

## Hintergrundinformationen

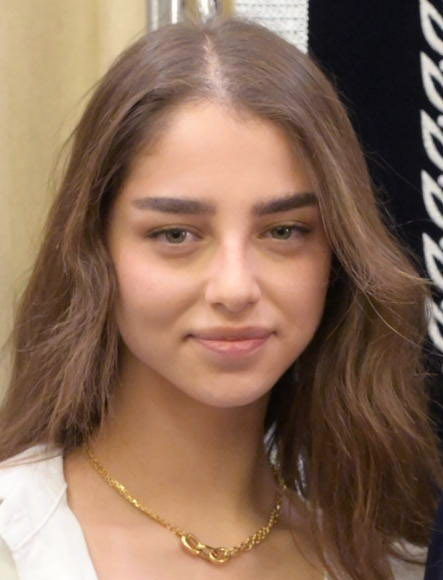
Noa Cohen, Darstellerin der Maria

Die Dreharbeiten fanden im Frühjahr 2024 in Marokko statt. Etwa 75 Frauen sprachen für die Rolle der Maria vor, bevor die Newcomerin Noa Cohen ausgewählt wurde. Zum Berater von Drehbuchautor Hayes zählte David G. O’Connell, bis zu seiner Ermordung im Februar 2023, römisch-katholischer Weihbischof des Erzbistums Los Angeles.

## Synchronisation
| Rolle              | Schauspieler           | Synchronsprecher           |
| ------------------ | ---------------------- | -------------------------- |
| Maria Maria (jung) | Noa Cohen Mila Harris  | Marie Hinze Victoria Glück |
| Josef              | Ido Tako               | Marco Eßer                 |
| Herodes            | Anthony Hopkins        | Jürgen Heinrich            |
| Anna               | Hilla Vidor            | Marie Bierstedt            |
| Joachim            | Ori Pfeffer            | Felix Spieß                |
| Mariamne           | Mili Avital            | Christin Marquitan         |
| Hanna              | Susan Brown            | Monica Bielenstein         |
| Elisabet           | Keren Tzur             | Britta Steffenhagen        |
| Satan              | Eamon Farren           | Florian Clyde              |
| Engel Gabriel      | Dudley O’Shaughnessy   | Daniel Welbat              |
| Eitan              | Zak Robertson          | Flemming Stein             |
| Lev                | Charley Boon           | Oliver Siebeck             |
| Marcellus          | Gudmundur Thorvaldsson | Marcus Off                 |
| Sara               | Jade Croot             | Léa Mariage                |